# Elisabeth Kaesemann
Elisabeth Käsemann (Gelsenkirchen, Alemania, 11 de mayo de 1947 - Monte Grande, Argentina, 24 de mayo de 1977) fue una socióloga alemana secuestrada entre el 8 y 9 de marzo de 1977 y asesinada el 24 de mayo de 1977 por militares argentinos, a la edad de 30 años, después de haber permanecido más de ocho semanas como prisionera de las Fuerzas Armadas argentinas.

## Biografía
Sus padres fueron el profesor universitario y teólogo luterano Ernst Käsemann y la Sra. Margrist Wizermann.
Elisabeth realizó sus estudios primarios y secundarios en Gotinga y en Tubinga entre 1954 a 1966. Movida por su sensibilidad social y política, en su Colegio en Tubinga fundó un “Club de discusión política”. Posteriormente estudió Sociología en la Universidad Libre de Berlín, donde se vinculó a intelectuales socialistas alemanes y latinoamericanos. Aquí participó en seminarios conjuntamente con Rudi Dutschke, y otros líderes socialistas, así como en movilizaciones antifascistas y contra la guerra de Vietnam. También se integró al círculo de solidaridad con el Tercer Mundo del Instituto de Sociología Otto-Suhr de la Universidad Libre de Berlín.

### Trayectoria en Argentina
A fines de 1968 Elisabeth Käsemann viajó hacia América Latina, y después de recorrer Perú y Bolivia se estableció en Buenos Aires, Argentina, donde apoyó al movimiento barrial y a los trabajadores obreros en sus esfuerzos por la justicia social. Durante los años de 1970 hacia adelante, Elisabeth ayudó a personas amenazadas de muerte a huir de Argentina, facilitándoles documentos de viaje falsificados. También organizó programas de alfabetización en las villas miserias de Buenos Aires. Junto con sus acciones de solidaridad con los más pobres de Argentina, desarrolló un compromiso de acción política en contra de toda forma de opresión. En las cartas que enviaba semanalmente a su familia se revelan su profunda sensibilidad social y su gran capacidad de análisis, señalando el sistema de terror que construyó la dictadura del general Jorge Rafael Videla.
Durante su vida en la Argentina, Elisabeth integró el Partido Revolucionario de los Trabajadores y a su vez, el Ejército Revolucionario del Pueblo. En dicho país, además Elisabeth cursó estudios en la Facultad de Ciencias Económicas de la Universidad de Buenos Aires (UBA) y del Instituto Superior de Estudios Teológicos (ISEDET) donde estudió las carreras de Economía y Teología respectivamente. 
El 8 de marzo de 1977 Elisabeth, quien se ganaba la vida como traductora y docente de idiomas, se reunió en Buenos Aires con su amiga Diana Austin-Houston y le informó que se sentía vigilada y perseguida por personas desconocidas. Esa misma noche Elisabeth fue secuestrada de su domicilio, que fue allanado por personas no identificadas fuertemente armadas, quienes la llevaron al cuartel Regimiento de Infantería 1 Patricios del barrio de Palermo, que funcionaba como Centro clandestino de detención en Buenos Aires. Nuevas informaciones judiciales permitirían saber que el primer lugar de detención de Elisabeth habría sido el campo de torturas El Club Atlético ubicado en Buenos Aires.
Posteriormente Elisabeth fue llevada al campo clandestino de torturas El Vesubio, en la zona de La Tablada, provincia de Buenos Aires, que tenía como jefe al Mayor del ejército Pedro Alberto Durán Saenz. 
Unos días después la amiga de Elisabeth, Diana Houston también fue arrestada por agentes policiales y militares, que la interrogaron sobre las actividades de Elisabeth Käsemann. La rápida intervención del gobierno de Inglaterra y de EE. UU. permitió la liberación de la Sra. Houston, quien tras su liberación inmediatamente abandonó Argentina y viajó a Estados Unidos. Allí Diana Houston testificó ante Amnistía Internacional sobre el cautiverio de Elisabeth Käsemann. En dicha declaración la Sra. Houston afirmaría que permaneció secuestrada en un lugar donde con seguridad sus interrogatorios eran contrapuestos con los de Elisabeth. Pudo afirmar que los interrogatorios giraban sobre las actividades de Elisabeth.
Elisabeth Käsemann fue vista varias semanas dentro de El Vesubio por testigos que sobrevivieron a la dictadura argentina, entre ellas las prisioneras Elena Alfaro y Ana María Di Salvo y el sobreviviente Eduardo Kiernan. Elisabeth no recibió ayuda médica, pese a que se encontraba grave a causa de las torturas que le habían aplicado. Estas informaciones fueron confirmadas ante el fiscal alemán Walter Grandpair en Núremberg quien investigó los crímenes de la dictadura militar Argentina.

### Ejecución

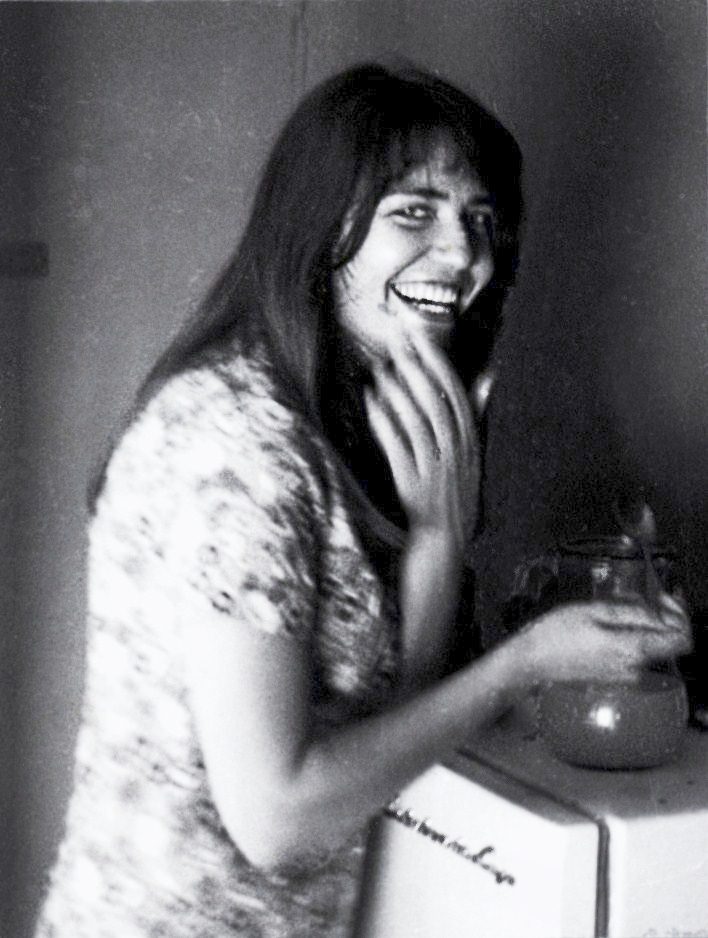
Elisabeth Käsemann

En “El Vesubio” la tuvieron detenida hasta la noche del 23 de mayo de 1977, cuando juntamente con otras 15 personas fue separada del grupo de prisioneros y trasladada a Monte Grande, Esteban Echeverría, provincia de Buenos Aires para ser asesinada durante la madrugada del 24 de mayo de 1977. Los nombres de las 16 personas que fueron sacadas de El Vesubio aparecieron publicados en los diarios en los días siguientes, presentados como supuestos "terroristas" muertos en enfrentamientos con efectivos militares en Monte Grande, de la provincia de Buenos Aires. Elisabeth fue asesinada con disparos por la espalda, desde muy corta distancia. Las balas le destruyeron el corazón, según comprobaron posteriormente médicos legistas de Tubinga, Alemania. Como este caso hubo miles cometidos en todo el país por los militares del proceso de reorganización nacional.
El 26 de mayo de 1977 el general Guillermo Suárez Mason, Jefe de la Primera Zona del Ejército, que incluía Buenos Aires, informó mediante un comunicado público que “en un enfrentamiento entre guerrilleros y cuerpos de seguridad murieron 16 subversivos”. El general Carlos G. Suárez Mason publicó la lista de los “guerrilleros muertos”, 12 hombres y 4 mujeres, entre ellas “Isabella Käsemann". El 4 de junio un médico de confianza de la Embajada alemana en Bs. As. comprobó que el cadáver de "Isabella Käsemann" tenía balazos por la espalda, y correspondía a Elisabeth Käsemann.
Los cuerpos de las víctimas de “Monte Grande” fueron mantenidos cautivos durante dos semanas después del asesinato, impidiéndose acceso a sus familiares para recuperar los cadáveres. Recién el 6 de junio de 1977 el gobierno militar reconoció oficialmente la muerte de Elisabeth Käsemann. Unos días antes, el 4 de junio, el oficial inspector Carlos Eulogio Castro, había efectuado un “Reconocimiento Médico-legal” del cadáver de Elisabeth Käsemann, firmando, según confesó, bajo presión militar, un informe falso, que él no había elaborado. Investigado administrativamente el oficial Castro declaró que procedió así, "por encontrarse bajo presión militar", y que además hizo el reconocimiento médico en condiciones de precariedad, ya que se carecía de luz suficiente y de aparatos de rayos X. Además declaró que no contaba con los instrumentos médicos adecuados para realizar las pruebas sobre las causas de la muerte de Elisabeth Käsemann.
Muchos años han pasado y todavía el crimen de Elisabeth permanece impune.

## Movilizaciones por su causa
Los organismos de derechos humanos y la Iglesia Evangélica de Alemania habían estado reclamando por la liberación de la hija del profesor Käsemann. El 26 de abril de 1977, cuando había testimonios de que Elisabeth se encontraba como prisionera de la dictadura militar argentina, la Obra Diacónica de la Iglesia Evangélica solicitó al Ministerio alemán de Relaciones Exteriores que la Embajada alemana en Argentina presentara un habeas corpus a favor de ella, propuesta que fue ignorada por la diplomacia alemana. 
“Elisabeth dio su vida por la libertad y por más justicia en un país amado por ella. Unidos firmemente a sus sueños, soportamos nuestro dolor con la ayuda de Cristo y no olvidamos la bondad y la alegría que ella nos proporcionó en la vida”, afirmaron sus padres el día del entierro de Elisabeth en el cementerio de Lustnau, cerca de Tubinga.
La Coalición contra la Impunidad en Argentina denunció penalmente el caso el 25 de febrero de 1999 en Tubinga, Alemania, con el asesoramiento del abogado Roland Beckert. El Tribunal territorial de Núremberg después de escuchar a varios testigos y revisar pruebas documentarias, emitió el 11 de julio de 2001 una orden de captura contra el exgeneral Carlos Guillermo Suárez Mason, por su responsabilidad en el homicidio de Elisabeth Käsemann. Más tarde, en 2003, el mismo tribunal de Núremberg ordenó la captura y extradición a Alemania del expresidente de la Junta Militar de gobierno de Argentina Jorge Rafael Videla, y del ex almirante Emilio Eduardo Massera también por su responsabilidad en el homicidio de Elisabeth Käsemann.
El caso Elisabeth Käsemann es un caso paradigmático, ya que ella representa a la juventud europea que en 1968 con sus movilizaciones contra la guerra de Vietnam manifestó su solidaridad con los diversos pueblos oprimidos del mundo.

## Memorial a Elisabeth Käsemann
En Alemania existe una organización de educación y asistencia social que lleva el nombre de Elisabeth Käsemann. En Tübinga se ha creado un premio escolar de Derechos Humanos que lleva el nombre de Elisabeth Käsemann.